# Славянская колонизация Восточных Альп
Славянская колонизация Восточных Альп проходила в VI—VIII веках и была одним из двух основных направлений миграции славян, продвигавшихся из Центральной Европы в Центральное Подунавье и на Балканский полуостров. Эта миграция привела к формированию этногенеза современных словенцев, и, в меньшей степени, хорватов.

## История
Славянские миграции начались на более позднем этапе Великого переселения народов. В Альпийско-Паннонском регионе славянские миграции фактически следовали по пятам германских. Так, в 568 году лангобарды ушли из Паннонии в Северную Италию через горные перевалы Восточных Альп. Древние славяне в союзе с аварами тут же заняли всю Паннонию и начали своё продвижение вслед за германцами. В 588 году славяне появились в верховьях реки Сава, где столкнулись с баварскими интересами под предводительством короля Тассило I. Несмотря на сопротивление германцев, в 591 году славяне занимают бассейн верхнего течения реки Драва. После 600 года славяне-хорутане заселяют весь современный Карст, а также все горные долины. Перед ними открывается Фриульская низменность, компактно населённая романизированным населением, включённым в состав Лангобардского королевства. Дальнейшие попытки продвижения славян в глубь Италии продолжаются, но они наталкиваются на яростное сопротивление немногочисленных, но крайне агрессивных лангобардов, которыми руководил Фердульф. Конец славянской колонизации самой Италии положила битва при Лауриане в 720 году, когда фриульский герцог — лангобард Пеммо наголову разбил славянское войско. Так, в Восточных Альпах закончила своё формирование славяно-романская языковая граница, в целом сохранившаяся до наших дней, хотя области компактного, в том числе смешанного, проживания славян и романцев долгое время сохранялись по обе стороны границы (Истрия, Далмация). Их можно найти и в наши дни (Венецианская Словения). Примечательно, что пришлое германское население Италии со временем подверглось романизации, в то же время автохтонное романское население Восточных Альп славянизировалось, о чём свидетельствуют топонимика и археологические раскопки.

## Адаптация
Поселившись в Восточно-Альпийском регионе, славяне в основном поглотили проживавшее здесь немногочисленное романизированное население бывшего римского Норика. На начальном этапе славяне-язычники поработили романское население, о чём свидетельствует старый славянский термин для обозначения рабов — «крещенник» (словен. krščenik), букв. «крещёный христианин», поскольку поначалу только романское население исповедовало христианство. Часть романского населения пыталась укрыться от славян в укреплениях на вершинах холмов, например, в крепости Айдна в горном хребте Караванке или в крепости Рифник около современного Целе. Недавние археологические раскопки показали, что даже некоторые относительно незащищённые города довольно долго защищались от захватчиков. Часть исконного населения просто переселилась вглубь Италии или постепенно переместилась в города и острова вдоль Адриатического побережья (современный Новиград), где им было легче поддерживать городскую романскую культуру и связи с Италией. Но со временем и сами славяне, как и германцы, переняли христианство у романских народов региона. Поэтому очень скоро этнически обусловленное рабство утратило свою актуальность. Как и германцы, славяне называли романизированные народы термином валахи, влахи или лахи. Об этом свидетельствуют сохранившиеся топонимы в современной Словении: Лашко (Laško), Лашки ров (Laški rovt), Лаховице (Lahovče) и др. Речная топонимика  Словении, в частности названия Сава, Драва, Соча, так же как и название Карниола (словенизир. в Краньска/Kranjska), также была перенята у остатков романского населения. Вторжение славян на Балканы прервало коммуникационное сообщение Константинополя с Адриатикой и ослабило позиции греческой культуры в западном Средиземноморье. Поэтому альпийские славяне, в отличие от балканских, оказались в целом включены в западно-европейскую систему ценностей, восприняв латинский алфавит и католичество по мере своего развития в современные нации.